# Макмиллан, Эдвин Маттисон
Эдвин Маттисон Макмиллан (англ. Edwin Mattison McMillan; 18 сентября 1907, Редондо-Бич, Калифорния, США — 7 сентября 1991) — американский физик и химик, широко известный учёный своего времени, работал в разных областях знания. Внёс значительный вклад в химию трансурановых элементов. Открыл принцип автофазировки. Создал первый электронный синхротрон, синхроциклотрон. Руководил Национальной лабораторией имени Лоуренса в 1958—1973. Нобелевская премия по химии (1951) (вместе с Г.Сиборгом).

## Биография
Эдвин М. Макмиллан родился 18 сентября 1907 года в Редондо Бич (Калифорния) в семье шотландцев Эдвина Х. Макмиллана и Анны Марии Маттисон. 18 октября 1908 года семья переехала в Пасадену, Калифорния. Его отец был физиком, и, будучи ребёнком, Макмиллан посещал некоторые лекции в Калифорнийском Технологическом Институте. После окончания школы Макмиллан поступил туда, и его успехи позволили по окончании получить сразу степени бакалавра и магистра. Докторскую диссертацию (Ph.D.) выполнил в Принстонском университете под руководством Э.Кондона, защитил в 1932 году. Он также выиграл ценную стипендию Национального научно-исследовательского совета. В 1934 году Макмиллан переехал в Беркли по приглашению Э. О. Лоуренса, где в это время была основана новая Радиационная лаборатория. В годы Второй мировой войны он, как и многие учёные, был привлечён к работам по военной тематике, работал в Военно-морской радиолокаторной и акустической лаборатории в Сан-Диего в 1941 году, и с 1942 года перебрался в Лос-Аламос, в лабораторию Дж. Роберта Оппенгеймера. В середине 1945 года вернулся на прежнюю работу — в Беркли. В 1946—1954 годах преподавал на Физическом факультете Калифорнийского Университета в Беркли и руководил 15тью выпускниками до получения ими степени Ph.D.. В 1954—1958 был приглашён на должность заместителя директора Радиационной лаборатории, а затем после смерти Лоуренса в августе 1958 года стал директором Радиационной лаборатории имени Лоуренса (1958—1970) и, после разделения частей лаборатории в Беркли и Ливерморе (1970), возглавил Национальную лабораторию имени Лоуренса в Беркли (1970—1973). В конце 1973 года Макмиллан ушёл в отставку с официальной должности, однако продолжал заниматься исследованиями до 1984 года. Он умер в возрасте 83 лет 7 сентября 1991 года в Эль Керрито, Контра Коста Каунти, Калифорния, США.

## Научные исследования

### Ранние довоенные исследования
Сразу после защиты докторской диссертации, под руководством профессора Э. У. Кондона, посвящённой образованию молекулярного пучка ядер гидрохлорида в негомогенном электрическом поле , Макмиллан опубликовал статью об изотопном составе лития на Солнце на основе спектроскопических наблюдений. Работая со сверхтонкой структурой, обнаруженной в области оптической спектроскопии, он опубликовал статьи по ядерному магнитному моменту тантала и по сверхтонким структурам в спектре солнца. Но Макмиллан постепенно увлёкся работой с циклотроном Лоуренса, который к началу 1934 года мог испускать пучок дейтронов с энергией 2,3 МэВ. Макмиллан в сотрудничестве с М. Стэнли Ливингстоном использовал пучок дейтронов для облучения азота с целью получения 15O, испускающего позитроны. За этой работой последовали фундаментальные исследования по поглощению гамма-лучей, которые открыли процесс образования электромагнитных пар в кулоновском поле ядра.
В 1935 году вместе с Лоуренсом и Р. Л. Торнтоном Макмиллан изучал радиоактивность, испускаемую разнообразными мишенями при воздействии на них пучка дейтронов. При энергиях дейтронов ниже 2 МэВ активность быстро увеличивается с энергией, как и ожидалось из квантово-механического проникновения сквозь кулоновский барьер, что впервые было использовано Георгием Гамовым для объяснения времени жизни альфа-радиоактивных ядер. Вслед за этой работой Макмиллан изучал свойства 10Be, его чрезвычайно долгий для лёгкого элемента период полураспада (приблизительно 2,5 миллиона лет). Параллельно Макмиллан провёл несколько дополнительных экспериментов в области ядерной химией. В это же самое время он написал увлекательную статью о получении рентгеновских лучей с помощью ускорения очень быстрых электронов.
Макмиллан написал многочисленные статьи на тему циклотрона, в частности про его свойства фокусировки луча, вывод пучка и вакуумметры. В 1937—1938 годах он работал с Гансом Бете и М. И. Роуз над проблемой предела энергий в циклотроне с написанием совместной статьи в середине 1938 года.

### Изучение трансурановых элементов
Открытие деления урана Ганом и Штрассманом в 1939 году инициировало огромное внимание к этим вопросам во всем мире. В Беркли Макмиллан впервые провёл простой эксперимент для измерения энергетического диапазона продуктов деления, подвергая тонкий слой оксида урана в алюминиевом сэндвиче воздействию нейтронов, полученных из дейтронов с энергиями 8 МэВ, поражающих бериллиевую мишень в 37 дюймовом циклотроне. Он также использовал папиросную бумагу вместо алюминиевой фольги в другом сэндвиче и следил за радиоактивностью на различных типах бумаги после бомбардировки, обнаружив одну и ту же временную зависимость. Вдобавок к осколочной активности, был ещё один компонент с периодом полураспада 22 минуты и другой с периодом полураспада около 2 дней. Макмиллан допустил, что компонента активности с периодом полураспада в 22 минуты относится к 239U, ранее идентифицированного Ганом и его коллегами как продукт резонансного захвата нейтрона в уране.
Двухдневная, ранее не известная, радиоактивность заинтриговала Макмиллана. Соответственно, он бомбардировал тонкие слои ураната аммония, осаждённые на бакелитовую подложку и покрытые целлофаном для ловли радиоактивных продуктов деления. На больших промежутках времени 2,3-дневная радиоактивность была доминирующей; на коротких — преобладал изотоп 239U с 23-минутным периодом полураспада. С учётом того, что вещество с новой радиоактивностью было физически отделено, стало возможным начать изучение его химических свойств. Предположительно, это должен был быть новый элемент рядом с ураном, и как оказалось, обладающий химическими свойствами, близкими к свойствам рения. Вследствие этого Макмиллан начал сотрудничество с Эмилио Сегре, который был знаком с химией рения благодаря открытию его гомолога — технеция в 1937 году. Сегре обнаружил, что свойства 2,3-дневной радиоактивности похожи на редкоземельный элемент, а не на рений. В начале 1940 года Макмиллан убедился, что неизвестная 2,3-дневная радиоактивность не может быть просто результатом распада продукта деления. Он провёл серию экспериментов с новым 60-дюймовым циклотроном и его дейтронами с энергиями 16 МэВ. Проведённые эксперименты подтвердили, что бета-распад 239U образует атомы нового элемента с Z=93! Макмиллан химически обнаружил, что 2,3-дневная активность обладает некоторыми, но не всеми, характеристиками редкоземельного элемента.
В мае 1940, когда Макмиллан начал сотрудничество с Филлипом Х. Абельсоном, который безуспешно пытался (независимо от Макмиллана) отделить 2,3-дневную радиоактивность на начальной стадии с помощью химии редкоземельных элементов. Ключом к успешным химическим исследованиям, как выяснил Абельсон, являлся контроль за состоянием окисления материала. В восстановленном состоянии вещество с данной активностью соосаждалось с фторидами редкоземельных элементов; а в окисленном состоянии — нет. Таким образом, Абельсон и Макмиллан смогли использовать «окислительно-восстановительный цикл» для создания серий осаждения элемента с 2,3-дневной радиоактивностью из раствора уранила и установить его образование из 23-минутного 239U, таким образом, подтвердив, что это изотоп 93-го элемента. Они изучали альфа-активность, связанную с распадом продукта 2,3-дневного изотопа (изотопа 94-го элемента) и отметили, что он должен быть долгоживущим. Работу предоставили на рассмотрение в Physical Review 27 мая 1940 года. Техника окислительно-восстановительного цикла стала базой для всех исследований в трансурановой химии.
Макмиллан вернулся к исследованиям альфа-активности дочернего 239Np. С надеждой получения другого изотопа нептуния и также продукта его распада Макмиллан бомбардировал мишень урана прямо 16 МэВ дейтронами. Он пытался отделить вещество с альфа-активностью химически, исключая протактиний, уран и нептуний как примеси, при этом показывая, что оно ведёт себя сходно с торием и 4-х валентным ураном.
В ноябре 1940 года Гленн Т. Сиборг вместе с коллегой Дж. В. Кеннеди и выпускником А. К. Валем улучшили окислительно-восстановительную методику для изолирования нептуния и продолжили работу над элементами 93 и 94 в отсутствие Макмиллана, который покинул Беркли для работ по военным заказам в МТИ.
Как последователи Макмиллана, в конце февраля 1941 года Сиборг, Кеннеди и Валь провели комплексное открытие 92-летнего изотопа 94 элемента (238Pu). Короткая статья о совместной работе с Макмилланом была представлена в Physical Review 28 января 1941 года, но была опубликована только в 1946 году. За открытие нептуния (совместно с Абельсоном) и плутония (с Кеннеди, Сиборгом и Валем) Макмиллан разделил с Гленном Сиборгом Нобелевскую Премию по химии в 1951 году.

### Военные годы
Первым заданием Макмиллана в ноябре 1940 года была работа над бортовой самолётной РЛС СВЧ-диапазона во вновь организованной лаборатории излучений в МТИ. Работая в Военно-морской радиолокаторной и акустической лаборатории США в Сан-Диего, он изобрёл и развил ретранслятор для подводных отзвуков, что в значительной степени расширило дальность обнаружения подводных военных устройств. Работа Макмиллана под руководством Дж. Роберта Оппенгеймера по ядерному оружию началась с выбора строительной площадки в Лос-Аламосе. Затем он вёл развитие оружия ружейного типа, устройства, в котором частицы 235U взрывались цепным образом с помощью ружья, составляя критический агрегат. Работа Макмиллана продолжалась до тех пор, пока не установили, что оружие будет работать. Он не участвовал в фактическом «вооружении». Боезаряд для Хиросимы был основан на его результатах без проведения ядерного теста.

### Физика ускорителей
К середине 1945 года многие учёные в Лос-Аламосе, включая Макмиллана, собирались вернуться домой. Перед началом войны Лоуренс начал строить огромный классический циклотрон. Он был полюсной, с диаметром 184 дюйма и зазором магнита в 5 футов. Макмиллан спроектировал несколько источников энергии для такой машины. Но ему не нравилась идея завершения 184-дюймового циклотрона. После рассмотрения этой проблемы у Макмиллана в июне 1945 года появилась идея принципа автофазировки, которая сразу после изобретения сделала циклотрон устаревшим. Макмиллан признал, что когда частицы ускоряются в радиочастотном поле не на пике радиочастотного диапазона, а на склоне кривой сигнала, частицы могут быть стабильно заблокированы в некоторой фазе. Идея оказалась универсальной и была принята ко многим типам ускорителей, включая циклические ускорители тяжёлых частиц и электронов и линейные ускорители тяжёлых частиц. Макмиллан выразил эти факты в виде дифференциальных уравнений, описывающих стабильный «пучок» частиц, колеблющихся около синхронной фазы внутри ямы с частотой определяемой параметрами ускорителя.
Макмиллан полностью рассмотрел широкий спектр применения этого принципа. Он опубликовал своё открытие в Physical Review в сентябре 1945 года. После публикации Макмиллан обнаружил, что русский физик Владимир И. Векслер достиг этой же идеи и уже опубликовал это ранее в российском журнале, который не достиг США во время войны. Макмиллан признал первенство во времени открытия Векслера. Обе группы согласились, что их действия были независимыми, и идея принципа автофазировки неминуемо всплыла бы. Учёные разделили премию «Атом для мира» за открытие принципа автофазировки в 1963 году.
Принцип автофазировки произвёл коренной перелом в проектировании и строительстве ускорителей по всему миру. Это привело к предложениям новых ускорителей во Франции и в новой Европейской лаборатории в ЦЕРНе, в Соединённом Королевстве и в Австралии, и это также привело к решительным предложениям в России и США.
Исходные планы по «классическому» 184-дюймовому циклотрону были отменены. Магнит был преобразован для производства большего магнитного поля с меньшим зазором. Это превращение сделало его «синхроциклотроном». Модель была сконструирована в рекордное время в маленьком 37-дюймовом циклотроне в кампусе Беркли. Успех этой модели привёл к полномасштабному разговору о постройке 184-дюймового аппарата в 1948 году. Впечатляющая серия открытий была проведена на таком ускорителе, включая многие важные эксперименты на первых искусственных пи-мезонах. Макмиллан участвовал в разработке пучка нейтронов, образованного высокоэнергетическими дейтронами на внутренних мишенях, и был консультативным участником в бесчисленных экспериментах. Однако его интерес сместился к другому применению принципа автофазировки ¬ 300-МэВ электронному синхротрону.
До изобретения принципа автофазировки максимальная энергия, полученная электронным ускорителем, достигалась при помощи бетатрона с пределом энергии — около 100 МэВ — ограниченной за счёт испускания электронами электромагнитного излучения. В ускорителе Макмиллана электроны ограничены кольцевой камерой и ускоряются в манере традиционного бетатрона до 2 МэВ. Последующий выигрыш в энергии за счёт принципа автофазировки был получен с помощью электрического поля электромагнитной ямы, поскольку увеличивалось ведущее магнитное поле. Ускоритель Макмиллана имел в радиусе 1 метр и достигал энергии 300 МэВ. Макмиллан лично руководил строительством всех фаз этого новаторского аппарата.
Работа была выполнена, и ускоритель, как 184-дюймовый циклотрон, привёл к важным новым открытиям. Макмиллан лично участвовал в первых экспериментах образования пионов из фотонов. Были проведены и многие другие эксперименты, включая демонстрацию существования нейтрального пиона и детальное изучение высокоэнергетических электромагнитных каскадов.
Успех 184-дюймового синхроциклотрона и 300-МэВ электронного синхротрона обеспечил стремительность новой стадии строительства ускорителей в Беркли — Беватрона. Макмиллан содействовал начальным идеям проекта такого ускорителя, включая расчёты, которые показали, что аппарат должен без труда достичь 6 ГэВ для образования протон-антипротонных пар.
Сегодня, по существу, все высокоэнергетические ускорители, для электронов, протонов или тяжёлых ионов, не могу работать, если они не автофазированы. Резкий рост высокоэнергетических ускорителей, который привёл к увеличению доступной энергии в десятки раз, в основном является последствием изобретения Макмиллана и Векслера.
Вклад Макмиллана в физику ускорителей на этом не ограничивается. Он опубликовал «теорему Макмиллана», математическое доказательство, что в линейном ускорителе радиальная фокусировка и автофазировка взаимно несовместимы, если внешние фокусирующие устройства (магнитные линзы или модуляторы) не подходят к пучку. Он также произвёл расчёты для движения спина в электронном линейном ускорителе, и во время творческого визита в ЦЕРН в 1975 году он исследовал загадочную потерю мюонов в накопительном кольце при нарушении работы полюсов магнита. Он в значительной степени содействовал анализу динамики орбиты в лаборатории Беркли.

### Руководство лабораторией в Беркли
В 1958 году в Национальной лаборатории имени Лоуренса в Беркли было 2000 работников и около 3300 в Ливерморской лаборатории. Часть в Беркли была междисциплинарная с основным упором на физику, бесчисленные ускорители, но также были отделения ядерной химии, биологии и медицины и биоорганической химии. Мощная программа исследований физики элементарных частиц на Бэватроне с 72-дюймовой пузырьковой камерой и множеством детекторов элементарных частиц привлекала физиков со всего мира и сделала лабораторию в Беркли центром физики высоких энергий с конца 1950-х до середины 1960-х. Продолжалась работа и на 184-дюймовом циклотроне, и на 300 МэВ-ном синхротроне Макмиллана.
Первая половина пребывания Макмиллана в качестве директора была, возможно, наиболее успешным временем у Национальной лаборатории имени Лоуренса в Беркли, как минимум, в области физики высоких энергий. Последняя часть его срока принесла изменения и в научной работе лаборатории, и в финансовом обеспечении из Вашингтона. Макмиллан сыграл важную роль в создании Национальной лаборатории ускорителей имени Энрико Ферми, будучи членом правления Ассоциации исследовательских Университетов США в годы её становления.
Макмиллан обеспечивал научное и административное руководство лаборатории в сложные времена с уменьшающимся финансированием в области физики частиц и в период, когда Ливерморская часть лаборатории начала затмевать Беркли. Поддержание сильной и разноплановой исследовательской программы по физики и другим областям при ограниченных ресурсах было сложно. Ему удалось поддерживать сильную междисциплинарную лабораторию, расширявшуюся в новые области, такие как энергосбережение и окружающая среда.
В поздние годы радиационная лаборатория подвергалась внутренним и внешним противоречиям: внутренние — когда было недостаточное количество средств на альтернативные проекты, менее плотно соприкасающиеся со специализацией лаборатории; внешние — когда партнёрство между лабораторией и Управлением энергетических исследований и разработок и конгрессом США начало разрушаться. Более того, ситуация во Вьетнаме усиливала напряжённость, в особенности на территории университета.
Примером ясного понимания ситуации Макмилланом явилось решение отделить Ливермор от Беркли. Смятение в стране в основном из-за Вьетнамской войны, антивоенные настроения и очевидные вопросы безопасности требовали разделения. Макмиллан рекомендовал разделение и поэтому становился директором меньшей Национальной лаборатории имени Лоуренса в Беркли. Финансирование изменилось, но не из-за разделения и не в худшую сторону. Дальнейшие глубинные изменения в Национальной лаборатории Лоуренса в Беркли, где физика частиц играла постоянно снижающуюся роль, происходили при последующих директорах.

## Другая деятельность
Макмиллан работал также в Главной экспертной комиссии в Комиссии по атомной энергии с 1954 по 1958 год и состоял в группах научной политики и программных консультативных комитетах нескольких лабораторий. В 1959 году Президент Эйзенхауэр объявил своё решение о постройке Центра линейных ускорителей в Стэнфорде, ссылаясь на слова Эда Макмиллана.
Во многих сообщениях Эд Макмиллан назван первооткрывателем атомной бомбы. При этом наряду с тем, что само открытие плутония и его последующая работа в Лос-Аламосе были огромными вкладами в программу ядерного оружия, после войны он изменил собственное мнение на эту проблему.

## Семья, увлечения
В личной жизни Макмиллан был порядочным семьянином, и его жена Эльси и трое их детей (Энн Брадфорд Чайкин, Дэвид Маттисон Макмиллан и Стефен Валкер Макмиллан) поддерживала его во всем, что он делал. Ему нравились прогулки пешком и исследовательские путешествия. Его особую симпатию вызывал пустынный регион Анза Боггеро, где он собирал скальные породы и минеральные включения, которые были повсюду в его офисе, дома и в саду. Он интересовался растениями и выращивал орхидеи и насекомоядную мухоловку.

## Почести и награды
- 1951 — Нобелевская премия с Гленном Сиборгом за открытия трансурановых элементов
- 1963 — Премия «За мирный атом» с Владимиром Иосифовичем Векслером за открытие принципа автофазировки
- 1947 — избран членом Национальной академии наук США[15]
- 1990 — Национальная научная медаль США

## Публикации
- McMillan, E. M.«Focusing in Linear Accelerators», August 24, 1950.
- McMillan, E. M.«A Thick Target for Synchrotrons and Betatrons», September 19, 1950.
- McMillan, E. M.«The Transuranium Elements: Early History (Nobel Lecture)», December 12, 1951.
- McMillan, E. M.«Notes on Quadrupole Focusing», February 9, 1956.
- McMillan, E. M.«Some Thoughts on Stability in Nonlinear Periodic Focusing Systems», September 5, 1967.
- McMillan, E. M.«Some Thoughts on Stability in Nonlinear Periodic Focusing Systems [Addendum]», March 29, 1968.